# 上海市第三女子中学
31°13′21″N 121°25′49″E / 31.2225°N 121.4304°E
上海市第三女子中学，简称市三女中，是一所位于上海市江苏路155号的女子中学，也是上海市唯一的一所公办重点女子中学。该校于1952年建立，为圣玛利亚女中和中西女中两所著名教会女中合并而成。文化大革命中改名为上海市第三中学，兼招男女学生。1981年学校恢复为女子中学，复名上海市第三女子中学。初中与高中在2000年分开。

## 著名校友

### 学术
- 朱丽兰：国际欧亚科学院院士、化学家、中国科技部部长、全国人大常委会委员、教育科学文化卫生委员会主任委员。（中西女中）
- 黄量：中国科学院院士、化学家、中国医学院药物研究所研究员。（中西女中）
- 闻玉梅：中国工程院院士、医学家、复旦大学医学院教授。（圣玛利亚女中）
- 陈亚珠：中国工程院院士、生物工程学家、上海交通大学生物医学仪器研究所所长。
- 卓以玉：美国圣地亚哥州立大学亚洲研究中心主任、教授。（中西女中）
- 高摄渊：江西南昌大学医学院教授。（中西女中）
- 涂莲英：上海医科大学肿瘤医院病理科教授。（中西女中）
- 凌励立：上海第二医科大学病理学教授。（圣玛利亚女中）
- 薛培：上海第二医科大学妇产科教授。（中西女中）
- 倪以信：工程师、清华大学教授、香港大学教授。
- 王兰娟：中国科学院上海天文台研究员、吴特公司总经理。
- 陈添弥：中国军事科学院文职少将、生物技术专家。
- 李再婷：石油化工科学研究所教授级高级工程师。
- 徐文洁：中国科学院合肥分院高级工程师。
- 黄淑帧：上海医学遗传研究所分子遗传研究室主任。

### 文学·艺术
- 张爱玲：中国近代著名文学家，艺术家。（圣玛利亚女中）
- 李世济：京剧表演艺术家。（圣玛利亚女中）
- 王德娟：著名油畫家。（圣玛利亚女中）
- 牛恩德：钢琴家。（中西女中）
- 夏梦：香港演员、全国政协委员。（中西女中）
- 沈小梅：京剧表演艺术家。
- 顾圣婴：钢琴家。
- 黄蜀芹：导演。
- 周慧珺：著名书法家。
- 鄭佩佩：演員，有「俠女」之稱。
- 沈殿霞：已故一代资深女艺人。
- 秋林：著名主持人，我型我SHOW创始人
- 李狄維：英语节目主持人
- 吉雪萍：著名主持人
- papi酱（姜逸磊）：网红达人
- 王菊：网络红人，因作为踢馆选手参加《创造101》而爆红
- 郭曉婷:演員，曾參演《仙劍奇俠傳3》、《步步驚心》

### 教育
- 俞庆棠：社会教育家。（圣玛利亚女中）
- 薛正：教育家、中西女中校长、市三女中名誉校长。（圣玛利亚女中）
- 顾陈晋明（英语：Rosalyn Koo）：社会教育家。（中西女中）

### 政治·社会运动
- 邢洚：联合国新闻部新闻处处长。（圣玛利亚女中）
- 邓稚风：美国俄勒冈州副议长。（中西女中）
- 龚普生：驻爱尔兰大使、中国外交部国际司副司长、前外交部副部长章汉夫夫人。（圣玛利亚女中）
- 龚澎：中国外交部首任新闻司司长、前外交部部长乔冠华夫人。（圣玛利亚女中）
- 宋霭龄：孔祥熙夫人。（中西女中）
- 宋庆龄：孙中山夫人。（中西女中）
- 宋美龄：蒋中正夫人。（中西女中）
- 荣漱仁：社会活动家。（中西女中）
- 任文燕：全国政协常委。
- 郭秀珍：人大代表、人大常委、政协委员、常务委员。
- 朱洪超：律师。

### 企业
- 吴舜文：企业家、台湾裕隆集团董事长。（中西女中）
- 谭茀芸：工程师、企业家。
- 陈宝雯：企业家。
- 徐锦鑫：企业家。
- 谭成策：企业家。

### 其他
- 唐瑛：上海交际名媛、演员。（中西女中）
- 殷明珠：上海交际名媛、演员。（中西女中）
- 周叔苹：上海交际名媛、作家。（中西女中）
- 郭婉莹：上海交际名媛、服装设计师。（中西女中）